# Vougécourt
Cet article possède un paronyme, voir Voujeaucourt.
Vougécourt est une commune française située dans le département de la Haute-Saône, la région culturelle et historique de Franche-Comté et la région administrative Bourgogne-Franche-Comté.

## Géographie

### Climat
Pour des articles plus généraux, voir Climat de la Bourgogne-Franche-Comté et Climat de la Haute-Saône.
En 2010, le climat de la commune est de type climat des marges montargnardes, selon une étude du Centre national de la recherche scientifique s'appuyant sur une série de données couvrant la période 1971-2000. En 2020, Météo-France publie une typologie des climats de la France métropolitaine dans laquelle la commune est dans une zone de transition entre le climat océanique altéré et le climat océanique altéré et est dans la région climatique  Lorraine, plateau de Langres, Morvan, caractérisée par un hiver rude (1,5 °C), des vents modérés et des brouillards fréquents en automne et hiver. 
Pour la période 1971-2000, la température annuelle moyenne est de 10 °C, avec une amplitude thermique annuelle de 17,1 °C. Le cumul annuel moyen de précipitations est de 961 mm, avec 13,3 jours de précipitations en janvier et 9,6 jours en juillet. Pour la période 1991-2020, la température moyenne annuelle observée sur la station météorologique de Météo-France la plus proche, « Venisey », sur la commune de Venisey à 12 km à vol d'oiseau, est de 11,0 °C et le cumul annuel moyen de précipitations est de 850,7 mm. 
La température maximale relevée sur cette station est de 39,7 °C, atteinte le 25 juillet 2019 ; la température minimale est de −17,4 °C, atteinte le 30 décembre 2005,,. 
Les paramètres climatiques de la commune ont été estimés pour le milieu du siècle (2041-2070) selon différents scénarios d'émission de gaz à effet de serre à partir des nouvelles projections climatiques de référence DRIAS-2020. Ils sont consultables sur un site dédié publié par Météo-France en novembre 2022.

## Urbanisme

### Typologie
Au 1er janvier 2024, Vougécourt est catégorisée commune rurale à habitat dispersé, selon la nouvelle grille communale de densité à sept niveaux définie par l'Insee en 2022.
Elle est située hors unité urbaine et hors attraction des villes,.

### Occupation des sols
L'occupation des sols de la commune, telle qu'elle ressort de la base de données européenne d’occupation biophysique des sols Corine Land Cover (CLC), est marquée par l'importance des territoires agricoles (79,7 % en 2018), en augmentation par rapport à 1990 (78,8 %). La répartition détaillée en 2018 est la suivante : 
terres arables (40,9 %), prairies (25 %), forêts (17,2 %), zones agricoles hétérogènes (13,8 %), zones urbanisées (2,9 %), milieux à végétation arbustive et/ou herbacée (0,1 %). L'évolution de l’occupation des sols de la commune et de ses infrastructures peut être observée sur les différentes représentations cartographiques du territoire : la carte de Cassini (XVIIIe siècle), la carte d'état-major (1820-1866) et les cartes ou photos aériennes de l'IGN pour la période actuelle (1950 à aujourd'hui).

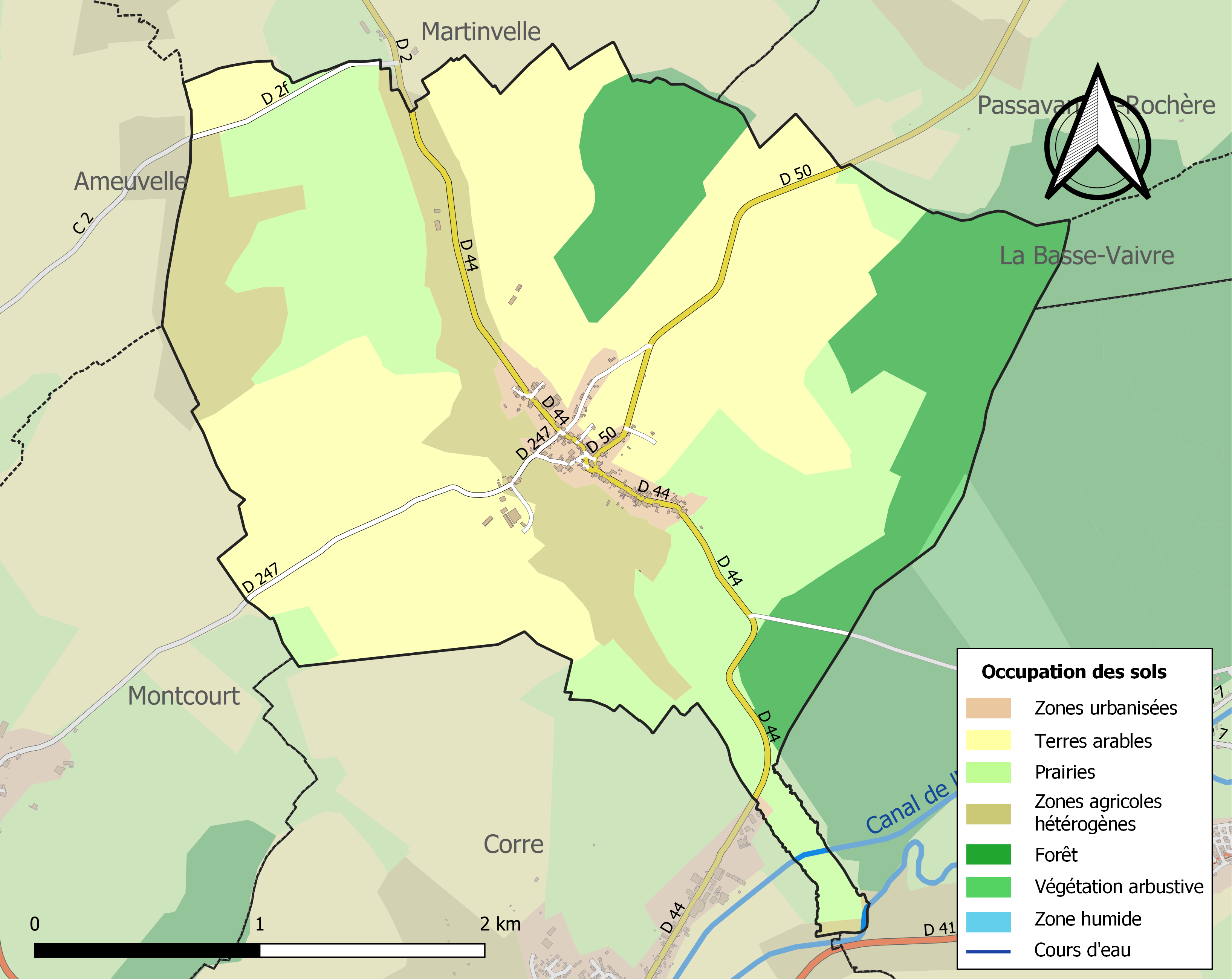
Carte des infrastructures et de l'occupation des sols de la commune en 2018 (CLC).

## Histoire
Le 17 avril 1601, un arrêt du parlement de Paris déclare Vougécourt, Grignoncourt et Lironcourt du ressort de la prévôté de Passavant. La commune a reçu la Croix de guerre 1939-1945 à l'issue de la Seconde Guerre mondiale.

## Politique et administration

### Rattachements administratifs et électoraux
La commune fait partie de l'arrondissement de Vesoul du département de la Haute-Saône, en région Bourgogne-Franche-Comté. Pour l'élection des députés, elle dépend de la première circonscription de la Haute-Saône.
Vougécourt fait partie depuis la Révolution française  du canton de Jussey. Dans le cadre du redécoupage cantonal de 2014 en France, celui-ci s'est étendu, passant de 22 à 65 communes.

### Intercommunalité
Vougécourt était membre de la communauté de communes Saône et Coney, créée au 1er janvier 2003.
Dans le cadre de la mise en œuvre du schéma départemental de coopération intercommunale approuvé en décembre 2011 par le préfet de Haute-Saône et qui prévoit notamment la fusion de cette intercommunalité, de la Communauté de communes des belles sources et de la Communauté de communes du val de Semouse, Vougécourt s'est retirée de Saône et Coney pour intégrer, le 1er janvier 2014, la communauté de communes des Hauts du val de Saône.

### Liste des maires

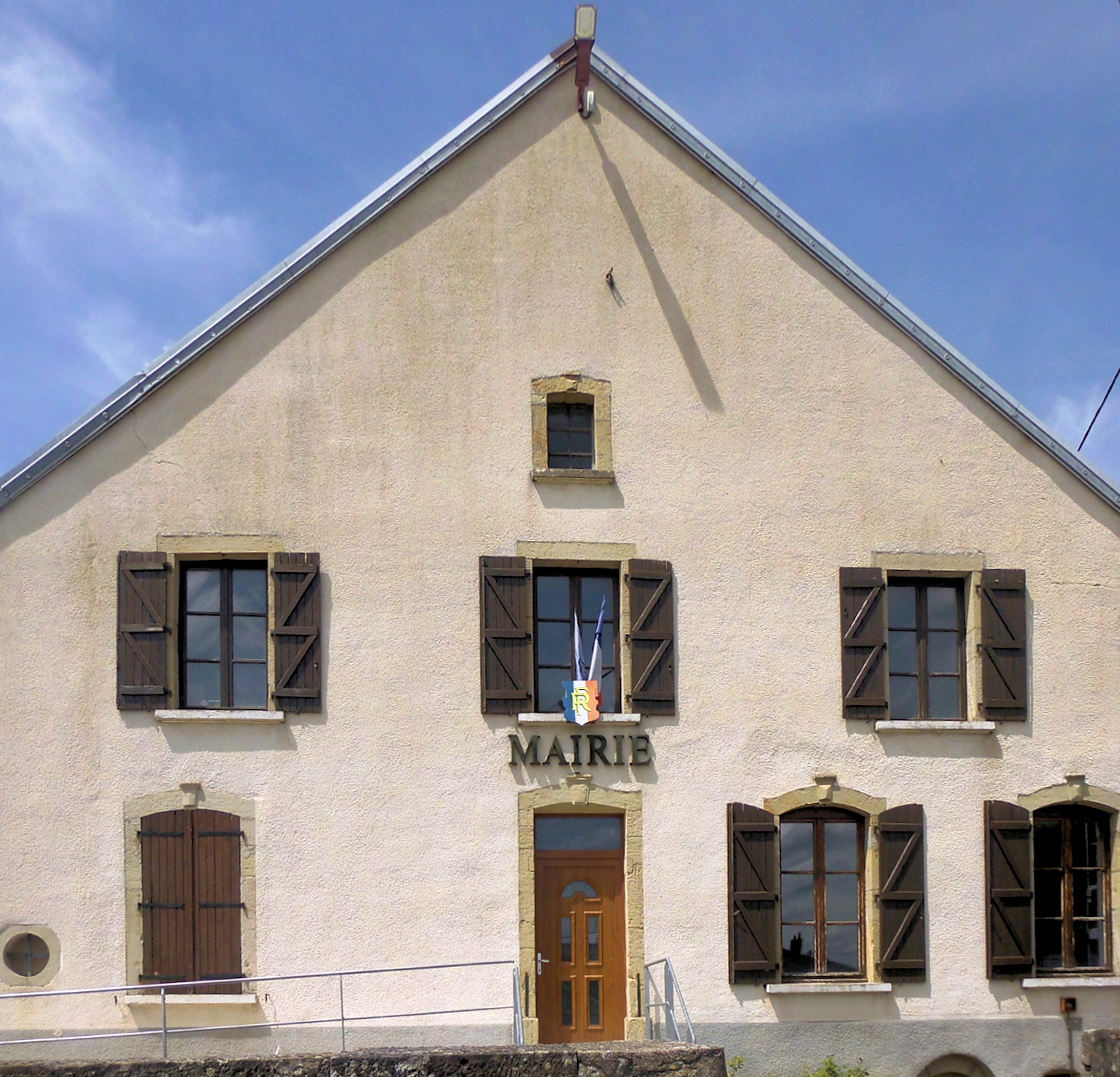
La mairie.

| Période                                  | Période  | Identité       | Étiquette | Qualité                                    |
| ---------------------------------------- | -------- | -------------- | --------- | ------------------------------------------ |
| Les données manquantes sont à compléter. |          |                |           |                                            |
| mars 2001                                | En cours | André Gazillot |           | Agriculteur Réélu pour le mandat 2014-2020 |

## Démographie
L'évolution du nombre d'habitants est connue à travers les recensements de la population effectués dans la commune depuis 1793. Pour les communes de moins de 10 000 habitants, une enquête de recensement portant sur toute la population est réalisée tous les cinq ans, les populations de référence des années intermédiaires étant quant à elles estimées par interpolation ou extrapolation. Pour la commune, le premier recensement exhaustif entrant dans le cadre du nouveau dispositif a été réalisé en 2007.

En 2022, la commune comptait 163 habitants, en évolution de +9,4 % par rapport à 2016 (Haute-Saône : −1,4 %, France hors Mayotte : +2,11 %).
| 1793 | 1800 | 1806 | 1821 | 1831 | 1836 | 1841 | 1846 | 1851 |
| ---- | ---- | ---- | ---- | ---- | ---- | ---- | ---- | ---- |
| 378  | 378  | 420  | 437  | 485  | 508  | 508  | 478  | 518  |

| 1856 | 1861 | 1866 | 1872 | 1876 | 1881 | 1886 | 1891 | 1896 |
| ---- | ---- | ---- | ---- | ---- | ---- | ---- | ---- | ---- |
| 480  | 473  | 447  | 418  | 417  | 403  | 380  | 327  | 332  |

| 1901 | 1906 | 1911 | 1921 | 1926 | 1931 | 1936 | 1946 | 1954 |
| ---- | ---- | ---- | ---- | ---- | ---- | ---- | ---- | ---- |
| 301  | 288  | 281  | 248  | 265  | 238  | 228  | 199  | 230  |

| 1962 | 1968 | 1975 | 1982 | 1990 | 1999 | 2006 | 2007 | 2012 |
| ---- | ---- | ---- | ---- | ---- | ---- | ---- | ---- | ---- |
| 224  | 183  | 174  | 169  | 171  | 168  | 152  | 150  | 152  |

| 2017 | 2022 | - | - | - | - | - | - | - |
| ---- | ---- | - | - | - | - | - | - | - |
| 149  | 163  | - | - | - | - | - | - | - |